# تودور الکسیف
تودور الکسیف (به انگلیسی: Todor Aleksiev) (زاده ۲۱ آوریل ۱۹۸۳) بازیکن و کاپیتان تیم ملی والیبال بلغارستان است.
الکسیف یکی از ستاره های تاریخ والیبال بلغرستان به شمار می رود، او تا کنون با همراهی تیم ملی بلغارستان یک مدال برنز جام جهانی ۲۰۰۷ و یک مدال قهرمانی والیبال جهان ۲۰۰۶ را به دست آورده است.